# Nunca es tarde... si la dicha es buena
Nunca es tarde... si la dicha es buena es el quinto álbum de estudio de la banda de rock sevillana Reincidentes.
Fue editado en 1994 por la compañía discográfica Discos Suicidas en colaboración con el músico y amigo de la banda Juanjo Pizarro, y llegó a vender 25.000 copias.

## Lista de canciones
1. "Vicio"
2. "El sur"
3. "El cuento del alfajor" (con Barea y Finito a las voces)
4. "Sal de tus trincheras"
5. "Bacalao"
6. "Todo para ti"
7. "Mi barrio"
8. "En mi interior"
9. "Carmen"
10. "Okupa"
11. "Sin ganas de olvidar"
12. "Cartas desde el asilo"
13. "Nazis nunca más"
14. "En el útero"
15. "Dos colegas" (A dúo con Robe Iniesta de Extremoduro)